# Élie Paul Cohen
 (avril 2017).
Élie Paul Cohen est un médecin urgentiste, ostéopathe, auteur et compositeur franco-britannique. Il est connu comme compositeur de musique expérimentale et musique électroacoustique qu'il a produites pour le Groupe de recherches musicales (INA-GRM).

## Biographie
Après des études de musique et de  musicologie, il devient professeur de musique à la Ville de Paris en 1977, avant d'être recruté en 1980 par la maison de disques CBS Records (Columbia Records) en qualité de directeur artistique.
Il quitte l'industrie musicale à 26 ans pour commencer  en 1981 des études de médecine, qu'il  achève en 1989 à l'hôpital de La Pitié-Salpétrière.
Il revient dans l'industrie musicale en parallèle à ses activités médicales, de 1996 à 1998, en tant que compositeur et arrangeur musical pour l'agence de communication Publicis pour laquelle il composera et arrangera les habillages musicaux de spots publicitaires TV/Cinéma/Radio. Il compose ensuite des pièces de musique expérimentale.
Inscrit à l'ordre des médecins britanniques (General Medical Council) depuis 1997, puis à l'Ordre des ostéopathes britanniques (General Osteopathic Council), il réside de 1999 à 2009 à Londres, où il exerce comme médecin au National Health Service (NHS) et enseigne à la British School of Osteopathy (en).
Revenu en France, il intègre en 2009 le SAMU de Paris. Parallèlement, il est recruté dans la Réserve opérationnelle du Service de santé des armées (SSA) jusqu'en 2014. Médecin urgentiste au profil international, il est déployé en 2010 à Djibouti sur la Corne de l'Afrique, puis en 2011, durant la Guerre d'Afghanistan, à Camp Bastion pour une mission de liaison dans l'armée britannique. 

### La musique

#### Débuts
Après des études de musique et de musicologie, Elie Paul Cohen devient professeur de musique à la Ville de Paris en 1977. Il est ensuite recruté en 1980 par la maison de disque CBS Records (Columbia Records) en qualité de Directeur Artistique de Michel Kricorian avec qui il co-réalise notamment le titre Sing-Sing (1980). 
Il compose en 1982 le titre If You Believe, interprété par le groupe EDEN (éditions GUIFRA) sorti en 1984 chez Distribution Carrère.
S'il quitte l'industrie musicale en 1981 pour faire ses études de médecine, il y revient en parallèle à son métier de médecin, entre 1996 à 1998 en tant que compositeur et arrangeur musical pour l'Agence de communication Publicis pour laquelle il compose et arrange les habillages musicaux de spots publicitaires TV/Cinéma/Radio. Il signe notamment les arrangements du spot TV spécial Jeux olympiques d'été d'Atlanta de 1996 de la marque Vittel ainsi que pour les marques Boursin, OCB.
Il signe aussi la composition musicale de la bande originale du film Électroménager en 2000, dont Éric Elmosnino est l'acteur principal.

#### Musique électroacoustique
Parallèlement à sa vie de médecin, il intègre le Conservatoire national supérieur de musique et de danse de Paris de 1997 à 1999, où il reçoit l'enseignement de Gérard Grisey (composition), Marc-André Dalbavie (orchestration), Laurent Cuniot (électroacoustique) et Alain Louvier (analyse).
Fort de son expérience de médecin et de musicien, il commence en 1999 la composition de pièces de musique expérimentale et musique électroacoustique construites avec des sons  issus du corps humain), qu'il produit pour l'INA-GRM (Groupe de recherches musicales) :  

##### Coma(1999)
Inspiré de l'expérience d'un ami en état de mort imminente, cette œuvre mêle percussions, voix humaines, sons issus de la respiration et des battements de cœur de personnes plongées dans le coma, associés aux sons du monitoring réanimatoire (scopes, respirateurs, etc.).
La pièce a été composée et enregistrée au Conservatoire national supérieur de musique et de danse de Paris,.)
Coma a fait l'objet d'une diffusion radiophonique sur la BBC au Royaume-Uni le 26 septembre 2004, et jouée aux concerts New Sound Worlds au National Concert Hall, Kevin Barry Room en Irlande le 17 novembre 2009,.

##### Antenatal(2004)
Composé à partir de sons d'échographie de fœtus dans le ventre de la mère, des sons issus de la naissance (accouchements, matériel médical associé, sons issus de bébés).
La pièce a été jouée et enregistrée le 20 mai 2006 à la Maison de Radio France et diffusée sur France Musique le 18 juin 2006 (Concert GRM - Elie-Paul COHEN : Antenatal).
La pièce a également été jouée aux concerts New Sound Worlds en Irlande le 17 novembre 2009,.

##### DNA(2015)
Le nom de la pièce représente à la fois le mot ADN en langue anglaise et la contraction du titre complet Dead Then New Born in Afghanistan. Son œuvre DNA exprime un rapport direct à son expérience de la guerre racontée dans son livre Médecin de Guerre de l'Afghanistan à Paris. Troisième pièce du triptyque, elle est composée à partir de signaux de résonance électromagnétiques de molécules d'ADN et de protéines transposés dans le champ sonore, et de sons guerre.[réf. nécessaire]

### La médecine

#### Médecine générale
Elie Paul Cohen commence ses études de médecine en 1981 et achève son internat de médecine générale en 1989 à la Pitié-Salpetrière (université Pierre-et-Marie-Curie). Il est inscrit en tant que docteur en médecine au Conseil national de l'Ordre des médecins français depuis 1989. [réf. nécessaire]
Inscrit à l'Ordre des médecins britanniques (General Medical Council) depuis 1997, il exerce comme médecin au National Health Service (NHS) à Londres de 1999 à 2009.[réf. nécessaire]

#### Médecin urgentiste
Elie Paul Cohen détient une capacité de médecine d'urgence (CAMU) obtenue au SAMU de Paris à l'Hôpital Necker en 2008.
Il intègre le SAMU de Paris en 2008 à 2018 et la Réserve opérationnelle du Service de santé des armées (SSA) de 2009 à 2014. Médecin urgentiste au profil international, après un stage chez les fusiliers marins et commandos de Lorient (FORFUSCO), il est déployé à Djibouti en 2010, puis en 2011 en Afghanistan pour une mission d'urgentiste de liaison dans les forces britanniques. 

#### Ostéopathie
Elie Paul Cohen est inscrit à l'Ordre des ostéopathes britanniques (General Osteopathic Council) de 2000 à 2016. Il enseigne de 2000 à 2015 à la British School of Osteopathy (devenue depuis University College of Osteopathy (en)).
Il obtient en 2008 l'agrément français du titre d'ostéopathe par l'Agence régionale de santé et exerce à Paris.

### L'expérience de la Guerre d'Afghanistan
Elie Paul Cohen est recruté dans la réserve opérationnelle du Service de santé des armées (SSA) de 2009 à 2014. 
Il est envoyé en mission de liaison dans l'armée britannique durant la Guerre d'Afghanistan de juillet à septembre 2011. Seul français au milieu de 28 000 soldats anglophones, il intègre le camp britannique Camp Bastion, dans la Province afghane de l'Helmand, où il assure une mission de coordination et de transmission des protocoles médicaux britanniques de gestion des polytraumatisés de guerre auprès de l’armée française. Il y apprend les techniques de réanimation pré-hospitalières militaires britanniques aussi appelées "Damage Control Resuscitation", en vue de leur import au sein du Service de Santé de l'Armée Française. 
Revenu profondément transformé, il en fait le récit dans son livre préfacé par Jean-Pierre Guéno, Médecin de guerre de l'Afghanistan à Paris : la guerre sans front paru le 12 mai 2016 aux éditions Le Passeur Éditeur.  Ce livre a été traduit en anglais par Jessica Levine et publié par l'éditeur américain Sparkpress en septembre 2018 sous le titre Mission Afghanistan An Army Doctor's Memoir. 
Il y livre son parcours, depuis le jeune antimilitariste qu'il était à cette expérience violente et surréaliste de la Guerre à laquelle rien ne le prédestinait.

## Distinctions
- Croix du combattant
- Médaille commémorative française (agrafe Afghanistan)
- Médaille de l'OTAN (agrafe ISAF)

## Travaux de recherche

### Une œuvre musicale étudiée
L’œuvre musicale électroacoustique d’Elie Paul Cohen a fait l’objet d’une thèse présentée par David Boisbourdin à l’Université Paris-Sorbonne le 27 novembre 2015 sur la musicologie et la recherche génétique par le son, intitulée Un langage musical universel est-il possible aujourd’hui ? Vers un nouvel humanisme musical. Perception et représentation de l’œuvre musicale électroacoustique d’Elie Paul Cohen.,,
Cette thèse a fait l'objet d'un livre écrit par David Boisbourdin, publié en 2017 aux Éditions L'Harmattan sous le titre Composer avec les sons du corps humain.

### Participation à la recherche médicale
Le travail d'Elie Paul Cohen sur l'électroacoustique en sa qualité de compositeur issu du milieu médical a fait l'objet de publications dans les revues médicales.
L’œuvre musicale électroacoustique d'Elie Paul Cohen, construite à partir de matériau sonore de provenance organique, s'inscrit dorénavant dans le champ de la recherche médicale. Il participe aujourd'hui au développement d'une recherche sur la sonorisation des signaux moléculaires d'ADN et de protéines avec le Professeur Jacques Demongeot du CNRS, au CHU de Grenoble, et le Professeur Brian Sutton du Randall Institute au King's College de Londres.
Cette recherche pourrait permettre à l'avenir d'établir des diagnostics à partir de la transposition dans le champ sonore de ces signaux de résonance électromagnétique de molécules d'ADN et de protéines, que le Professeur Jacques Demongeot a appelé le stéthoscope protéique.[réf. nécessaire]
Le compte-rendu de ce travail de recherche international a fait l'objet d'une publication par l'Académie des sciences rubrique "Compte-Rendu Biologies" le 26 septembre 2014.